# نادي سوغديانا جيزك
نادي سوغديانا جيزك هو نادي كرة قدم أوزبكستاني من مدينة جيزك يلعب في الدوري الأوزبكي،تأسس النادي في 1970.